# Colt Open Top Pocket Model Revolver

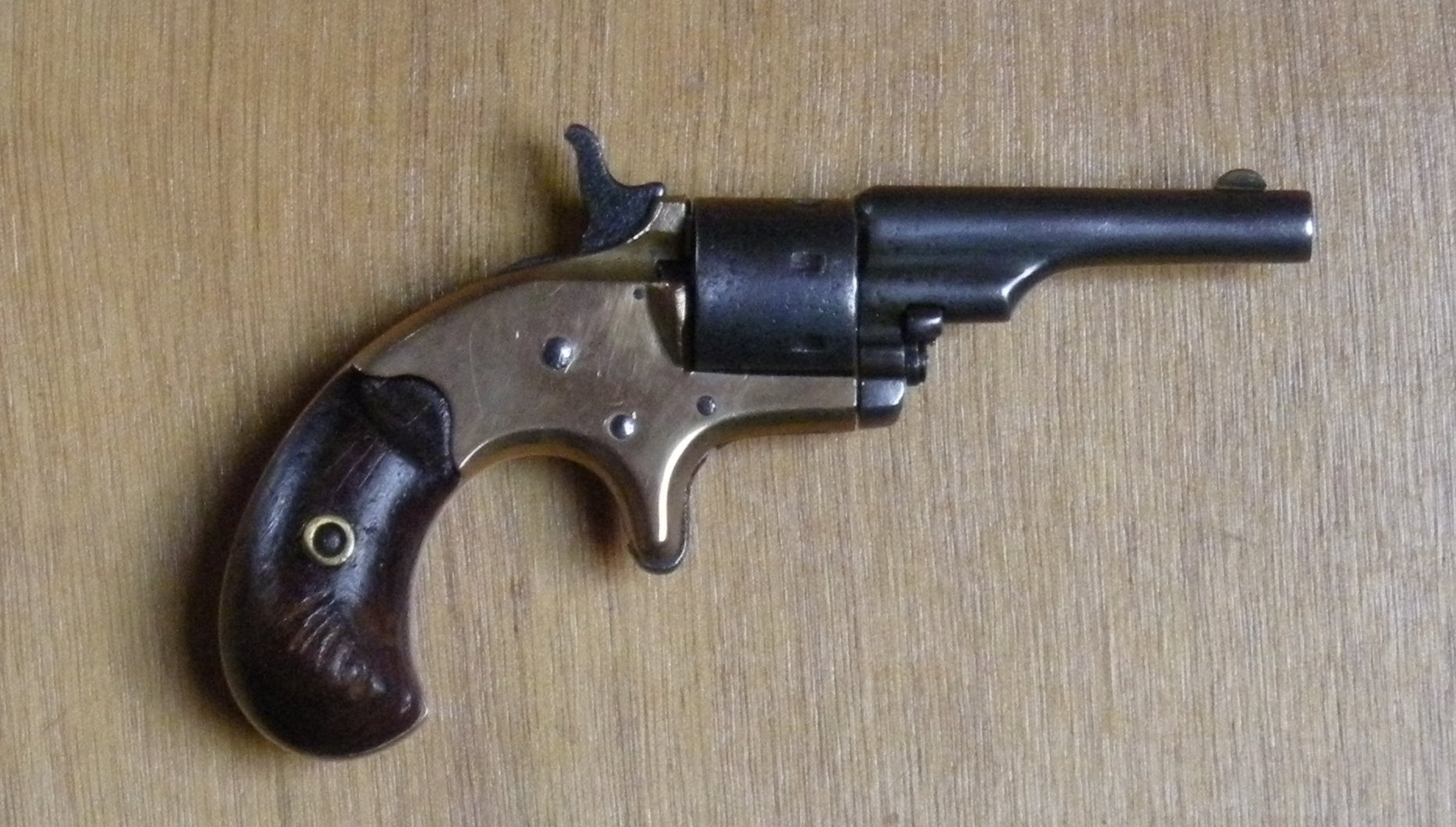
Um Colt Open Top .22

O Colt Open Top Pocket Model Revolver foi um revólver de ação simples fabricado pela Colt's Patent Fire Arms Manufacturing Company em 1871. Ele foi lançado um ano antes do Colt Open Top (um modelo de 1872) e dois anos antes do Colt Peacemaker e o Colt New Line (ambos lançados em 1873), o Colt Open Top Pocket Model Revolver foi, juntamente com o Colt House Revolver, um dos dois primeiros revólveres usando cartuchos metálicos carregados pela parte traseira da arma, fabricados pela Colt. Ele também foi um dos primeiros revólveres de bolso usando cartuchos metálicos fabricados pela companhia.